# Oucmanice
Obec Oucmanice (německy Autzmanitz, dříve Walzmannsdorf) je obec v Pardubickém kraji, okrese Ústí nad Orlicí. Žije zde 254 obyvatel. Oucmanice leží přibližně 9 km západně od Ústí nad Orlicí a 1,5 km jižně od Brandýsa nad Orlicí. Z geomorfologického hlediska se nachází na hranicích Kozlovského hřbetu a Choceňské tabule.
S Oucmanicemi sousedí šest katastrálních území: Sudislav nad Orlicí, Jehnědí, Svatý Jiří, Loučky, Zářecká Lhota a Brandýs nad Orlicí.

## Historie obce
Obec Oucmanice byla založena v rámci první fáze kolonizace pohraničních území ve 13. století. Poprvé se připomíná v roce 1292 v zakládací listině zbraslavského kláštera (kláštera Aula Regia) českého krále Václava II.
V roce 1307 byla obec již majetkem Vítka ze Švábenic z nedalekého lanšperského panství. Do poloviny 16. století byla součástí litomyšlského panství Kostků z Postupic, kdy se stala součástí panství Brandýs nad Orlicí.
Podle tereziánského katastru českého z roku 1757 patřily Oucmanice Hradeckému kraji, panství Brandýs nad Orlicí, jehož držitelem byl hrabě František Norbert Trautmansdorf. Po zrušení poddanství byla obec roku 1850 přidělena do obvodu Okresního hejtmanství ve Vysokém Mýtě. K 1. únoru 1951 byly Oucmanice přesunuty z vysokomýtského okresu do okresu Ústí nad Orlicí.

## Pamětihodnosti
Asi půl kilometru severovýchodně od obce se nachází zřícenina středověkého hradu Orlík (zřícenina stojí na východ od Čertovy lávky, hrad I lávka se však nachází v katastru města Brandýs nad Orlicí).
V západní části katastru Oucmanic se nachází tzv. Stezka korunami stromů.
Přímo v obci pak stojí kaple Nejsvětější trojice.
V obci se pak dále nachází rybník, pomník obětem první světové války (vedle obecního úřadu), obchod, hasičská stanice, hospoda, u rybníka stojí sloup, množství dřevěných soch (u rybníka a ve východní části obce) a v neposlední řadě ekocentrum Paleta.

## Vývoj názvu obce
V zakládací listině zbraslavského kláštera je obec pojmenována villa Walczmanni, brzy se však začíná používat označení Valcmanice. Název obce poukazuje na německý původ lokátora, z české přípony -ice se odvozuje český původ osídlení nebo rychlé počeštění dříve německé vsi. Od druhé poloviny 17. století se objevuje název Aucmanice (používal se též německý zápis Autzmanitz). Ve druhé polovině 19. století jsou to pak názvy Úcmanice a Oucmanice (název Úcmanice se používal ve snaze o spisovnost dle analogie ouřad – úřad).

## Fotogalerie

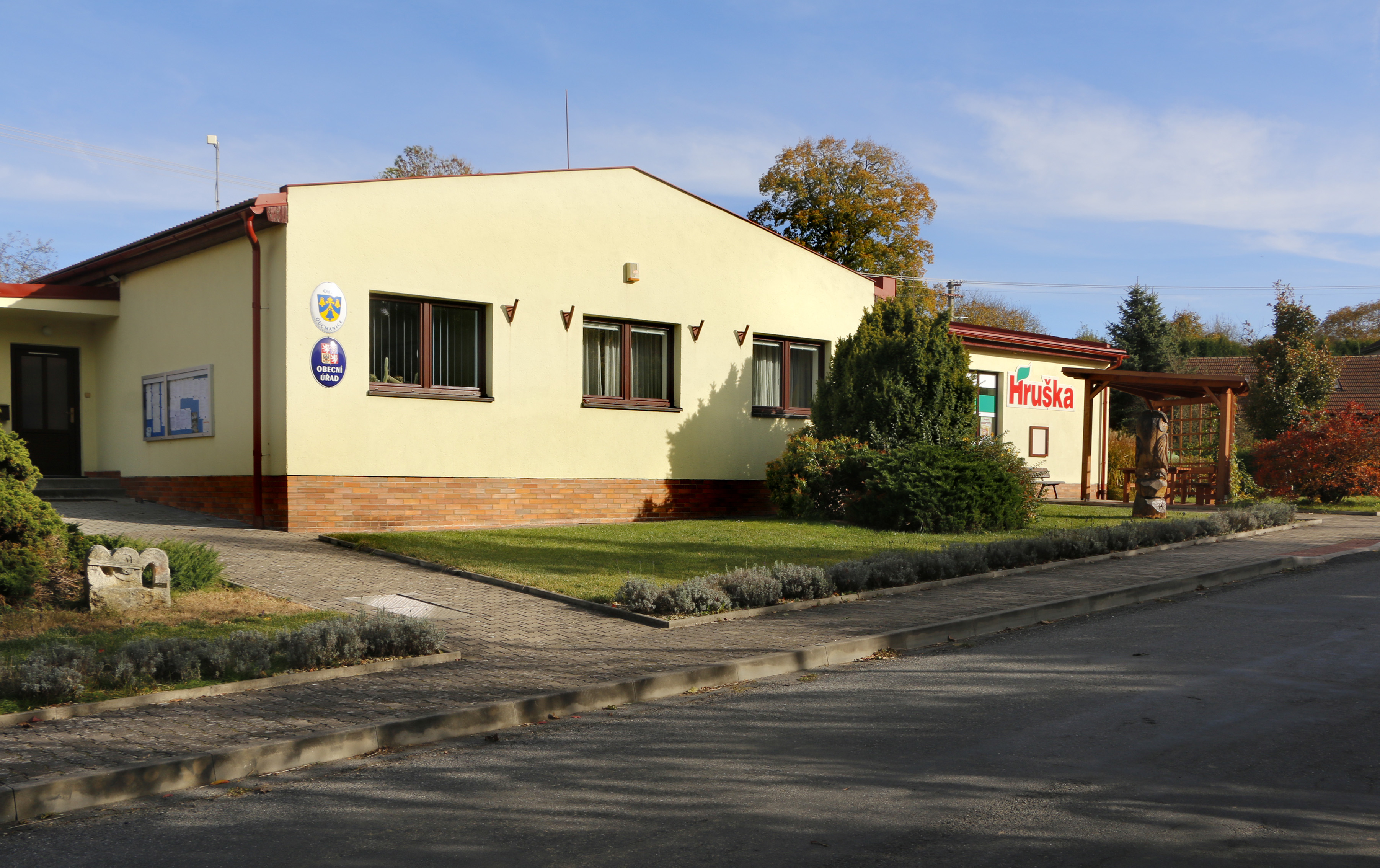
Obecní úřad a obchod
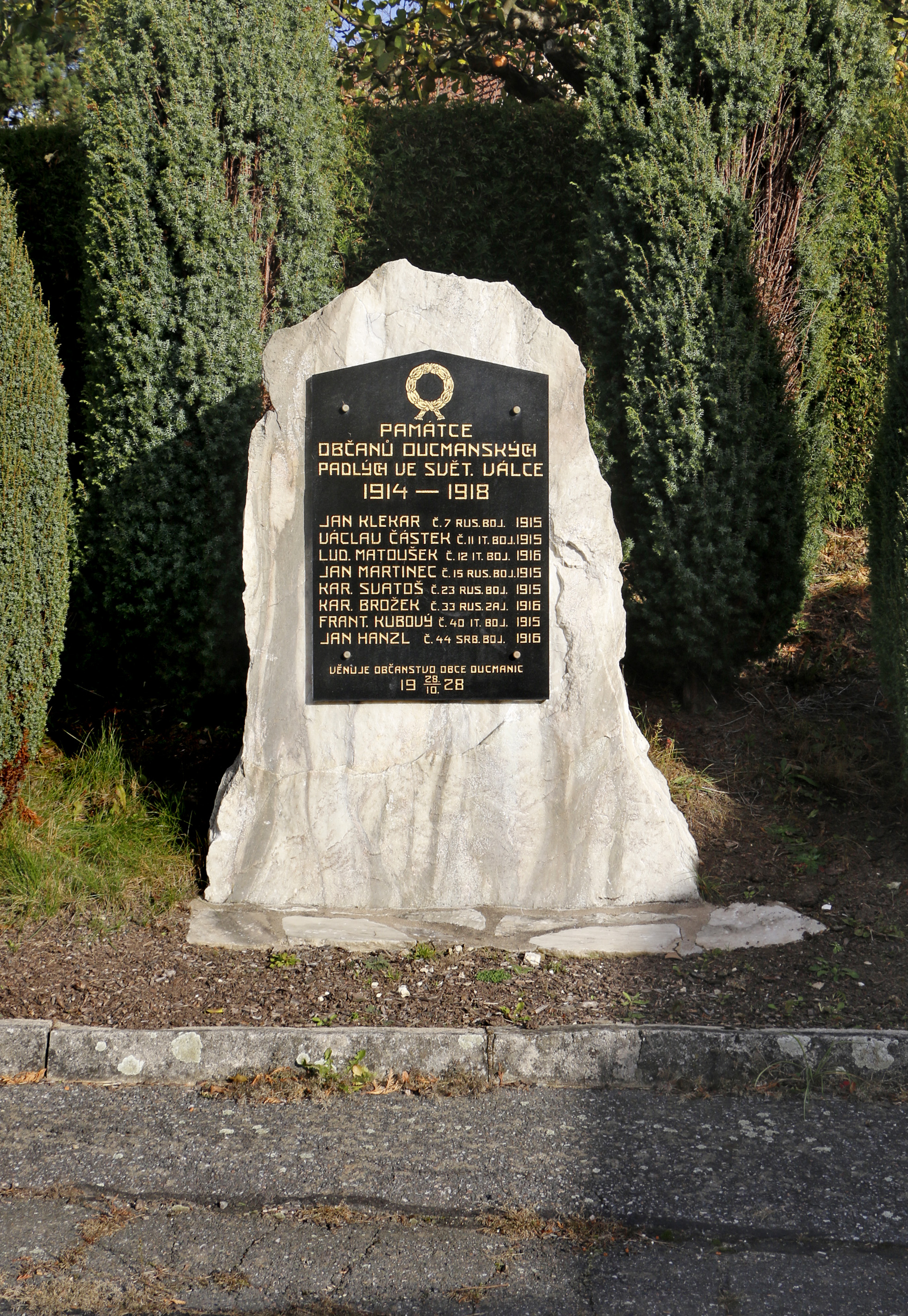
Památník obětem I. světové války
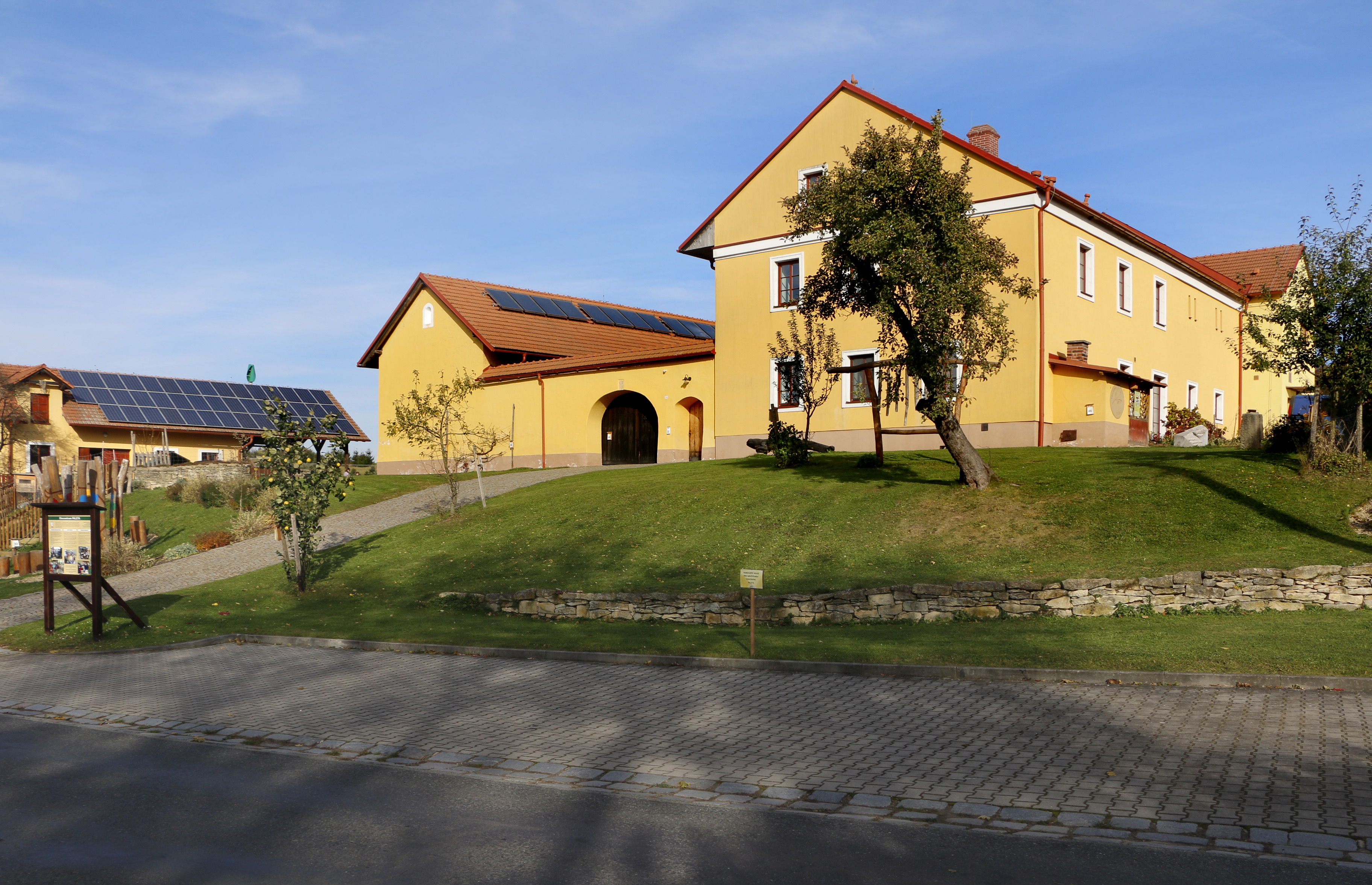
Ekologické centrum
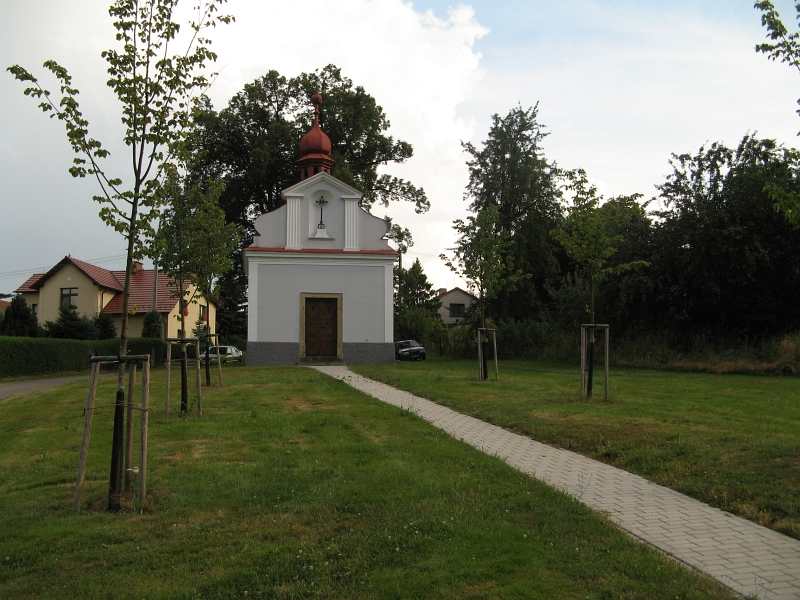
Kaple Nejsvětější Trojice